# 高峯 (宣德進士)
高峯（1395年—？），字宗泰，直隸大名府滑縣人，民籍。明朝政治人物。進士出身。

## 生平
七月十三日生，順天府鄉試中舉。宣德八年（1433年）癸丑科會試第九十八名，殿試登進士第三甲第六十一名。正統二年二月授行人司行人。

## 家族
曾祖父高興。父亲高山。母王氏。具慶下。娶吕氏。